# 生肖

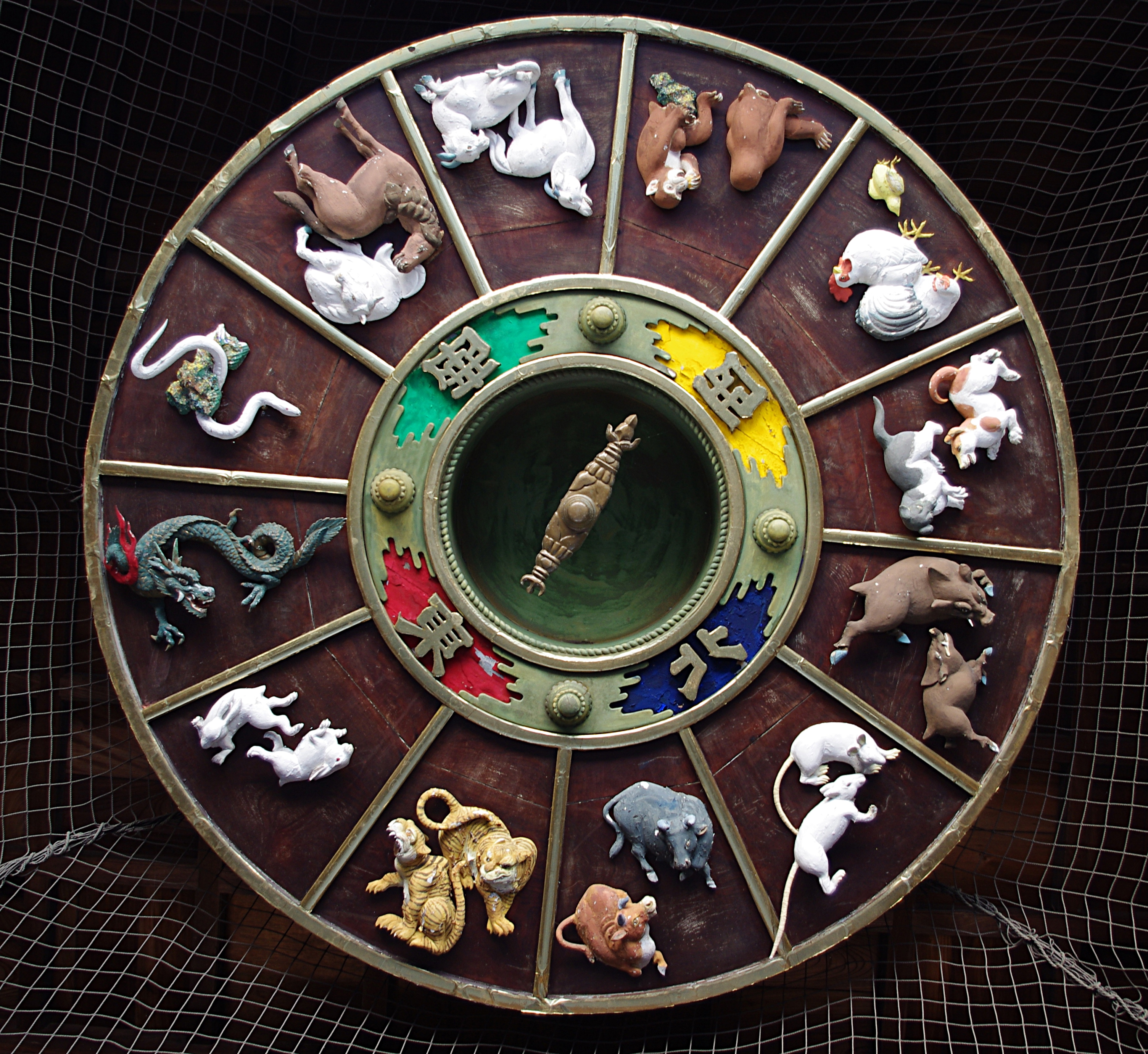

生肖（せいしょう）、十二生肖（じゅうにせいしょう）または十二属相（じゅうにぞくしょう）は、十二支（子・丑・寅・卯・辰・巳・午・未・申・酉・戌・亥）に鼠・牛・虎・兎・龍・蛇・馬・羊（山羊）・猿・鶏・犬・猪（豚）の十二の動物を当てたものである。なおここで、「酉」は漢字の読みとしては「とり」だが、意味は「にわとり」である。
その内訳を見ると、牛・馬・羊・鶏・犬・豚は六畜と呼ばれる古代中国における代表的な家畜である。また鼠・牛・虎・兎・龍・馬・羊・犬・豚は漢字において意符となり、部首となっている。このうち龍のみが想像上の動物である。なお、部首となっている動物名は他に（総称的なものを別にして）豸・鹿・黽・亀がある。
西暦2025年の生肖は蛇があてはまる。

## 十二支と十二生肖の関係
日本語では、十二支本来の漢字である子、丑、寅、卯…を、そのまま、ね、うし、とら、う…と訓読みしてしまうため、十二支と当てはめられた動物は不可分一体のものとして理解されており、例えば「丑年」と書いて「うしどし」と読み、ウシが象徴する年であると理解する。しかし本来の中国語においては子zǐ、丑chǒu、寅yín…に各々の動物の意味は全く含まれておらず、本来の十二支と当てはめられた12の動物は概念上も峻別される。この後者の概念が「十二生肖」であり、中国語では、例えば年において十二生肖を想起させる場合には、漢字自体も十二生肖を示すものを用いて「鼠年」「牛年」「虎年」のように記す。

## 国および民族による相違
| 国および民族               | 子     | 丑   | 寅         | 卯       | 辰           | 巳 | 午 | 未   | 申         | 酉 | 戌 | 亥         |
| -------------------------- | ------ | ---- | ---------- | -------- | ------------ | -- | -- | ---- | ---------- | -- | -- | ---------- |
| 中国                       | 鼠     | 牛   | 虎         | 兔       | 龙           | 蛇 | 马 | 羊   | 猴         | 鸡 | 狗 | 猪         |
| 韓国                       | 鼠     | 牛   | 虎         | 兎       | 龍           | 蛇 | 馬 | 羊   | 猿         | 鶏 | 犬 | 豚         |
| 日本                       | 鼠     | 牛   | 虎         | 兎       | 龍           | 蛇 | 馬 | 羊   | 猿         | 鶏 | 犬 | 猪         |
| ベトナム                   | 鼠     | 水牛 | 虎         | 猫       | 龍           | 蛇 | 馬 | ヤギ | 猿         | 鶏 | 犬 | 豚         |
| カンボジア                 | 鼠     | 牛   | 虎         | 兎       | ナーガ       | 蛇 | 馬 | 羊   | 猿         | 鶏 | 犬 | 豚         |
| チャム族                   | 鼠     | 牛   | 虎         | 兎       | 龍           | 蛇 | 馬 | ヤギ | 亀         | 鶏 | 犬 | 豚         |
| マレー                     | 鼠     | 牛   | 虎         | マメジカ | ナーガ       | 蛇 | 馬 | ヤギ | 猿         | 鶏 | 犬 | リクガメ   |
| タイ                       | 鼠     | 牛   | 虎         | 兎       | ナーガ       | 蛇 | 馬 | ヤギ | 猿         | 鶏 | 犬 | 豚         |
| ラーンナー                 | 鼠     | 牛   | 虎         | 兎       | ナーガ       | 蛇 | 馬 | ヤギ | 猿         | 鶏 | 犬 | 象         |
| グルン族                   | 鼠     | 牛   | 虎         | 猫       | 鷲           | 蛇 | 馬 | ヤギ | 猿         | 鳥 | 犬 | 鹿         |
| ブルガール（ブルガール暦） | 鼠     | 牛   | 虎または狼 | 兎       | 龍           | 蛇 | 馬 | ラム | 猿         | 鶏 | 犬 | 猪         |
| モンゴル（モンゴル暦）     | 鼠     | 牛   | 豹         | 兎       | ワニ         | 蛇 | 馬 | 羊   | 猿         | 鶏 | 犬 | 豚または猪 |
| チベット                   | 鼠     | 牛   | 虎         | 兎       | ル           | 蛇 | 馬 | ヤギ | 猿         | 鳥 | 犬 | 豚         |
| ハザール                   | ラクダ | 牛   | 豹         | 兎       | 魚またはワニ | 蛇 | 馬 | ヤギ | ハリネズミ | 鶏 | 犬 | 象         |
| ペルシャ                   | 鼠     | 牛   | 虎         | 兎       | 鯨           | 蛇 | 馬 | ヤギ | 猿         | 鶏 | 犬 | 豚         |
| カザフ                     | 鼠     | 牛   | 豹         | 兎       | カタツムリ   | 蛇 | 馬 | ヤギ | 猿         | 鶏 | 犬 | 豚         |
| キルギス                   | 鼠     | 牛   | 虎         | 兎       | 龍           | 蛇 | 馬 | 羊   | 猿         | 鶏 | 犬 | 猪         |
| トルクメン                 | 鼠     | 牛   | 虎         | 兎       | 龍または魚   | 蛇 | 馬 | 羊   | 猿         | 鶏 | 犬 | 豚         |
| トルコ                     | 鼠     | 牛   | 豹         | 兎       | 魚           | 蛇 | 馬 | 羊   | 猿         | 鶏 | 犬 | 豚         |

### イノシシとブタ

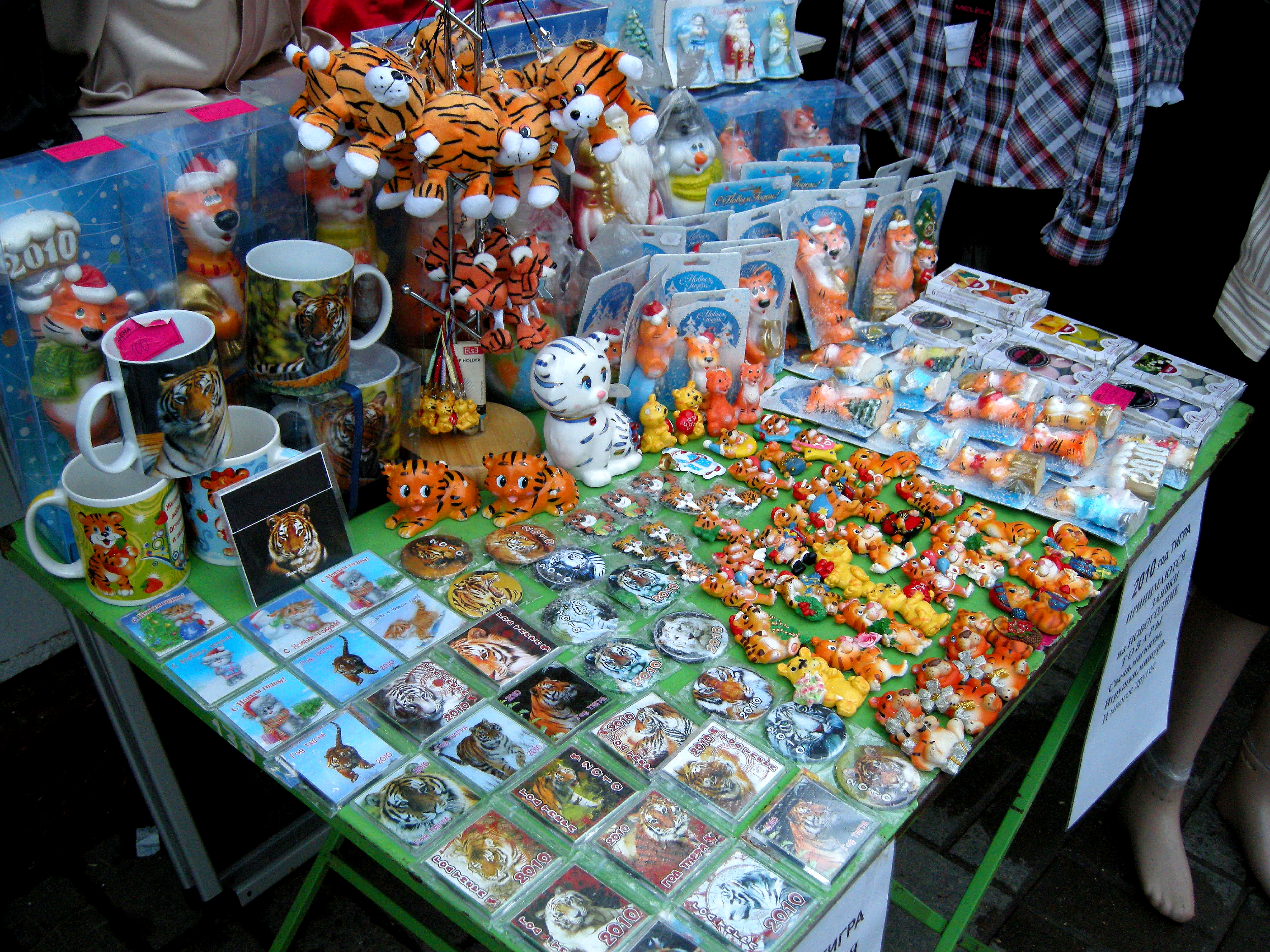
ロシアでも十二支は親しまれている。次の年（2010年）の十二支グッズ（トラ）を売る露店。ロシア、ヤロスラーヴリ、2009/11。

中国も含め、亥に当てられるのはブタである地域が圧倒的多数であり、日本のイノシシが特殊である。
漢字の「猪」は中国語ではブタも含めた言葉であり、イノシシのみを指す場合は「野猪」や「山猪」と呼ぶ。
日本では、古くはブタを「ゐ（イ）」と呼んでいたが、ブタを飼う習慣が廃れブタがいなくなると、イノシシを「ゐ」と呼ぶようになった。そのため、「亥」の獣もブタからイノシシとなった。たとえば、日本の『古事記』などに登場する上代の「猪飼/猪甘」（ゐかひ（イカイ））を、仏教普及以前の日本にも存在した豚飼いのこととする説もある。

### ヒツジとヤギ
未に当てられる漢字の「羊」は、中国ではヒツジだけでなくヤギをも含めた言葉であり（区分する時は、ヒツジは「綿羊」とヤギは「山羊」とする）、十二支に当てる時も両者を区分しない。ここから、十二支を英訳した場合も、未に当てられるのはGoat（ヤギ）あるいはSheep（ヒツジ）とされる。
一方、日本では、ヒツジ及びヤギの存在は知られていたが、家畜としての定着は遅かった（ヤギはようやく近世になって九州の一部に定着したが、温暖湿潤な日本の気候に馴染みにくいヒツジは近代まで国内の飼育記録すら少ない動物であった）。そのため日本においては両者を混同する習慣がなく、「羊」という漢字はヒツジのみを表すようになっているため、未にはヒツジが専ら当てられている。

### その他の相違
上述の日本における亥とイノシシ・ブタに関する相違以外にも、世界各地にさまざまな相違がある。
ベトナムでは丑は水牛、卯は猫に変わり、未はヤギを当てる。1つの説は「卯」（mẹo）の読みは「猫」（mèo）に似ているという。
タイでは未はヤギを当てる。
モンゴルでは、寅においてトラの代わりに豹を用いることがある。
西アジアや東ヨーロッパの一部の地域にも若干の差異があることがあるものの十二支の風習がある。ただし、インドでは酉（とり、鶏）はガルダ （ガルーダ＝インド神話の神鳥）に、アラビアでは辰（たつ、龍）はワニに、イランでは辰（たつ、龍）はクジラに、ブルガリアでは寅（とら、虎）が猫にそれぞれ置き換わる。ロシアの十二支はアジアのそれと全く同じである。

## 二十八宿
地球から観測する場合、歳星である木星は約12年の周期で黄道を一周し、子年からの順で毎年の最初にそれぞれ虚宿、牛宿、尾宿、房宿、亢宿、翼宿、星宿、鬼宿、觜宿、昴宿、婁宿、室宿の方向で出現するため、二十八宿のうち12宿を代表する動物は十二の生肖になるという説がある。
| 四神/七曜 | 木     | 金           | 土     | 日           | 月     | 火           | 水     |
| --------- | ------ | ------------ | ------ | ------------ | ------ | ------------ | ------ |
| 東方青龍  | 角木蛟 | 亢金龍（辰） | 氐土貉 | 房日兎（卯） | 心月狐 | 尾火虎（寅） | 箕水豹 |
| 北方玄武  | 斗木獬 | 牛金牛（丑） | 女土蝠 | 虚日鼠（子） | 危月燕 | 室火猪（亥） | 壁水貐 |
| 西方白虎  | 奎木狼 | 婁金狗（戌） | 胃土雉 | 昴日鶏（酉） | 畢月烏 | 觜火猴（申） | 参水猿 |
| 南方朱雀  | 井木犴 | 鬼金羊（未） | 柳土獐 | 星日馬（午） | 張月鹿 | 翼火蛇（巳） | 軫水蚓 |

## 歴史
その成立時期は従来、後漢の王充『論衡』にあることから後漢頃とみなされていた。
しかし、湖北省雲夢県の睡虎地秦墓から1975年に発見された竹簡（睡虎地秦簡）のうち卜占に関する『日書』の部分に十二生肖の記述が見つかり、紀元前200年代の秦の時代には既に成立していたことが分かった。
『日書』には次のようにある。
比較すると「子鼠・丑牛・寅虎・卯兔・亥豕」は現在と一致し、「巳蟲・申環・酉水」も現在の蛇・猿・鶏と関連すると考えられている。ただ、「午鹿・未馬・戌老羊」というところに鹿が入り、その代わり、犬がない。順序も異なっていた。
唐代になると十二生肖を象った彫像が作られるようになり、獣頭人身で手に笏をもち文官の服を着る姿で表された。これらは墳墓の副葬品に入れる陶俑として作られたり、墓誌銘の四周に彫刻されたりした。またこれらの彫像は仏教において薬師如来の眷属である十二神将を表すのに用いられて日本に伝播し、武人像の下に十二生肖を彫刻したり、十二生肖の獣頭人身の姿で作られたりされた。また朝鮮半島には統一新羅時代に伝播し、慶州の墳墓などに見られるが、文官ではなく武官の姿に象られ、ただ十二生肖を象ったものなのか十二神将であるのかは定かではない。
また民間において紀年や人の生年を表すのに使われるようになった。特に新年を迎える際に用いられ、中国では春節（旧正月）になると新年の十二生肖にちなんだ催しが開かれ、日本でも正月のやりとりする年賀状の図案に使用される。なお各国において割り当てる動物に若干の異なりがある。

## 由来に関する説話
いつ頃生まれた話かは不明であるが、世界各地に、十二支の動物に関しての類似した説話がある。細部はさまざまだが、十二支の動物を決める立場の者が動物たちを召集し、先着順に決めたという物語である。
召集した者については、
- 特定の人物
  - お釈迦様
  - 玉帝
- 特定されない人物
  - 神様[5][6]
  - 唐の国の神様[7]
  - 人間[8]
  - 寺の方丈[9]

などがあり、召集した日付には
- 元日の朝、新年のあいさつとして。
- 次の新月の日。
- 特に説明がない普通の日。

などがある。
そしてその結果について、多くの話では次の2点で一致している。
- 牛は足が遅いので早めに行ったものの、一番乗りしたのは、牛の背中に乗っていたあるいは角にしがみついていた、しっぽにぶら下がっていた鼠だった。牛は悔しくて怒ったこともあれば特に気にしなかったと二つの対応があった。
- 猫に挨拶に行く日を尋ねられた鼠は嘘をつき、実際よりも1日遅い日を教えたため、猫は十二支に入ることができなかった。それを根に持った猫は鼠を追いかけるようになった。また猫は、1日遅れで着いたときにお釈迦様から「今まで寝ていたのか。顔を洗って出直して来い」と言われ、それからよく顔を洗うようになった。そもそも猫は召集を知らされなかったという話もある[6]。

さらに、次のような話が追加されていることがある（必ずしも相互に整合性はない）。
- 鶏が猿と犬の間になったのは、仲の悪い両者を仲裁していたため[10]。
- 神は「十支」にするつもりでいちど門を閉めたのだが、猪の体当たりで門を破られた。しかし猪が目を回している間に、犬が先に入ってしまった[5]。
- 猪は、自分は足が速いからと油断して寝過ごし、最後になってしまった[6]。
- 猪は足が速かったが、猪突猛進して門の前を通り過ぎて、最後になってしまった[10]。
- 13番目の到着者について、いくつかの異なる話がある。
  - 鼬（いたち）。十二支に入れなかった鼬をかわいそうに思ったお釈迦様は、代わりに毎月の最初の日を「つ鼬（ついたち）」と呼ぶことにした。ただし実際の「ついたち」の語源は「月立（つきたち）」である。
  - 蛙。「もう帰る（かえる）」と言って去っていった[5]。こちらの話は1977年1月2日放映の「まんが日本昔ばなし」で使用された。
  - 鹿。